# ポール・トゥヴィエ
ポール・トゥヴィエ（Paul Touvier、1915年4月3日 - 1996年7月17日）は、フランスのナチス協力者（コラボラトゥール）。第二次世界大戦後、人道に対する罪に問われた。

## 生涯
アルプ＝ド＝オート＝プロヴァンス県サン＝ヴァンサン＝シュル＝ジャブロンで生まれた。第二次世界大戦中の占領下のフランスで、ヴィシー政権に協力し民兵団に参加した。ユダヤ人やレジスタンス運動を弾圧し「リヨンの処刑人」と呼ばれた。
戦後、欠席裁判のまま死刑判決を受けたが逃亡し、死亡を装うため自身の死亡広告を新聞紙上に出した。
捜査当局は、戦後一貫して捜査を続け、早くからカトリック施設での潜伏を疑っていたが、その矢先の1971年リヨン大司教の圧力に屈した当時のジョルジュ・ポンピドゥー大統領の恩赦により捜査が打ち切られようとした。
しかし、住民運動により恩赦は沙汰やみとなり、1985年協力を渋るカトリック教会リヨン大司教区内の修道院に、捜査員を潜入させカトリックの極右組織聖ピオ十世会の「ノートルダムの騎士団」に属していることを突き止め、1985年ニースの修道院内で人道に対する罪で逮捕された。
1994年、無期刑が確定。1996年、フレンヌ刑務所で死亡。